# 4 Heures de Shanghai 2018
Navigation
Édition suivante
Les 4 Heures de Shanghai 2018, disputées le 25 novembre 2018 sur le Circuit international de Shanghai, sont la deuxième édition de cette course, la première sur un format de quatre heures, et la première manche de l'Asian Le Mans Series 2018-2019.

## Engagés
La liste officielle des engagés est composée de 27 voitures, dont 8 en LMP2, 10 en LMP3, 5 en GT et 4 en GT Cup.

### Déroulement de l'épreuve

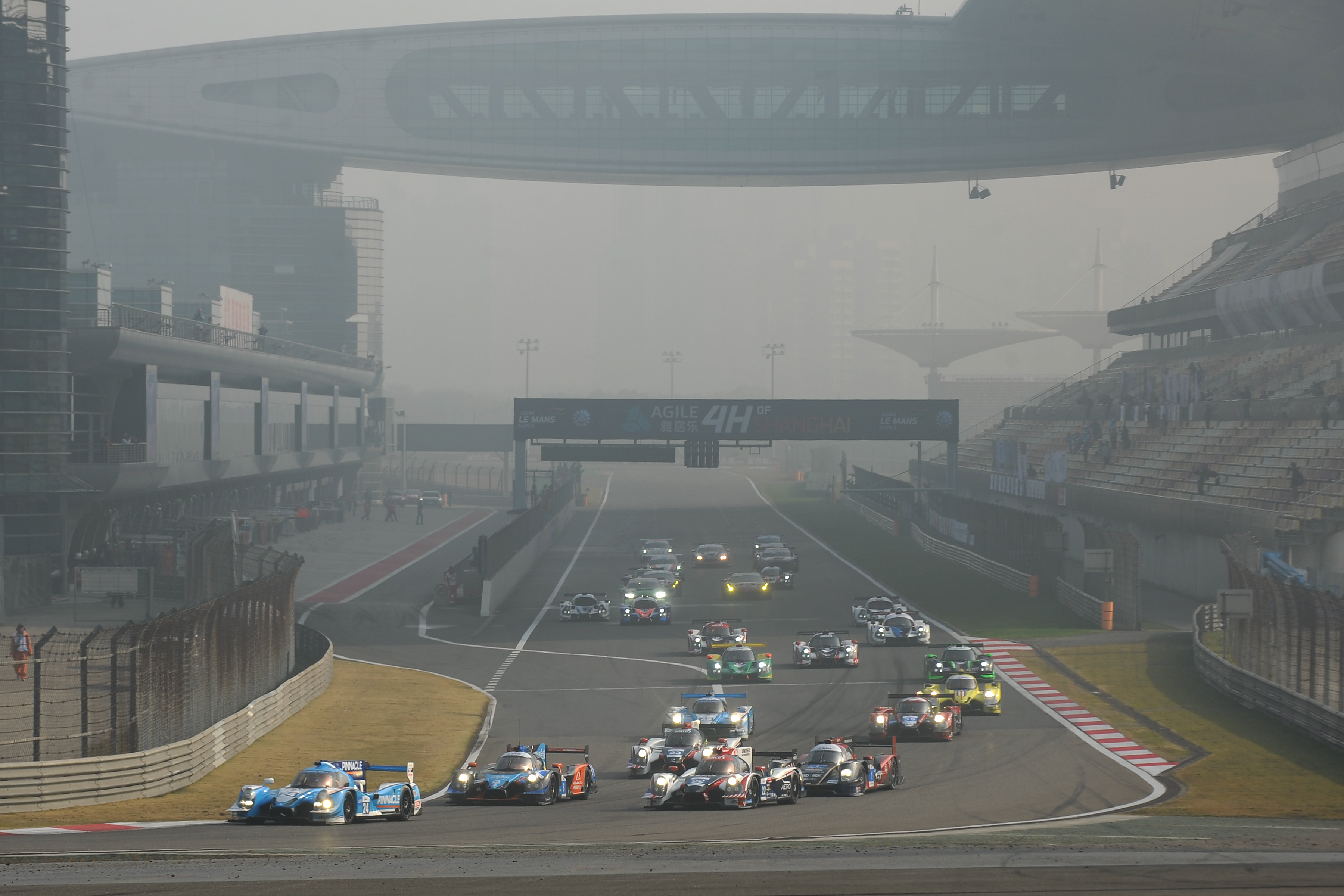
Départ des 4 Heures de Shanghai 2018

## Qualifications
| Pos. | Classe | N° | Écurie                       | Pilote                 | Temps          | Tours |
| ---- | ------ | -- | ---------------------------- | ---------------------- | -------------- | ----- |
| 1    | LMP2   | 8  | Spirit of Race               | Pipo Derani            | 1 min 55 s 476 | 3     |
| 2    | LMP2   | 24 | Algarve Pro Racing           | Harrison Newey         | 1 min 55 s 804 | 2     |
| 3    | LMP2   | 22 | United Autosports            | Philip Hanson          | 1 min 56 s 230 | 7     |
| 4    | LMP2   | 1  | Jackie Chan DC Racing X Jota | Jazeman Jaafar         | 1 min 56 s 444 | 5     |
| 5    | LMP2   | 23 | United Autosports            | Guy Cosmo              | 1 min 56 s 445 | 6     |
| 6    | LMP2   | 35 | Panis-Barthez Compétition    | Matthieu Lahaye        | 1 min 56 s 507 | 3     |
| 7    | LMP2   | 25 | Algarve Pro Racing           | Anders Fjordbach       | 1 min 57 s 146 | 7     |
| 8    | LMP2   | 4  | ARC Bratislava               | Kang Ling              | 1 min 57 s 835 | 2     |
| 9    | LMP3   | 13 | Inter Europol Competition    | Jakub Śmiechowski      | 1 min 59 s 711 | 2     |
| 10   | LMP3   | 65 | Viper Niza Racing (en)       | Nigel Moore            | 1 min 59 s 898 | 2     |
| 11   | LMP3   | 2  | United Autosports            | Wayne Boyd             | 1 min 59 s 927 | 7     |
| 12   | LMP3   | 3  | United Autosports            | Matthew Bell           | 2 min 00 s 416 | 6     |
| 13   | LMP3   | 36 | Eurasia Motorsport           | Aidan Read             | 2 min 00 s 631 | 3     |
| 14   | LMP3   | 79 | Ecurie Ecosse/Nielsen Racing | Colin Noble            | 2 min 00 s 924 | 2     |
| 15   | LMP3   | 7  | Ecurie Ecosse/Nielsen Racing | Christian Stubbe Olsen | 2 min 01 s 216 | 5     |
| 16   | LMP3   | 38 | Jackie Chan DC Racing X Jota | Hugo de Sadeleer       | 2 min 01 s 218 | 4     |
| 17   | GT     | 88 | Tianshi Racing Team          | Dries Vanthoor         | 2 min 02 s 603 | 2     |
| 18   | GT     | 11 | Car Guy Racing               | James Calado           | 2 min 03 s 286 | 5     |
| 19   | GT     | 51 | Spirit of Race               | Alessandro Pier Guidi  | 2 min 03 s 375 | 6     |
| 20   | LMP3   | 50 | R24                          | Sarah Bovy             | 2 min 03 s 664 | 6     |
| 21   | LMP3   | 37 | Jackie Chan DC Racing        | Hwang Doyun            | 2 min 03 s 736 | 6     |
| 22   | GT     | 66 | Tianshi Racing Team          | Massimiliano Wiser     | 2 min 05 s 752 | 7     |
| 23   | GT Cup | 16 | Modena Motorsports           | Benny Simonsen (de)    | 2 min 08 s 401 | 6     |
| 24   | GT Cup | 59 | EKS Motorsports              | Lu Wen Long            | 2 min 09 s 039 | 4     |
| 25   | GT     | 5  | Red River Sport by TF Sport  | Bonamy Grimes          | 2 min 10 s 609 | 4     |
| 26   | GT Cup | 21 | OpenRoad Racing              |                        | 2 min 10 s 780 | 4     |
| 27   | GT Cup | 12 | Earl Bamber Motorsport       | Graeme Dowsett         | 2 min 17 s 993 | 6     |

## Course

### Classement de la course
Voici le classement provisoire au terme de la course.
- Les vainqueurs de chaque catégorie sont signalés par un fond jauni.
- Pour la colonne Pneus, il faut passer le curseur au-dessus du modèle pour connaître le manufacturier de pneumatiques.

| Pos  | Classe | no | Écurie                       | Pilotes                                                      | Châssis                         | Pneus | Tours | Temps               |
| Pos  | Classe | no | Écurie                       | Pilotes                                                      | Moteur                          | Pneus | Tours | Temps               |
| ---- | ------ | -- | ---------------------------- | ------------------------------------------------------------ | ------------------------------- | ----- | ----- | ------------------- |
| 1    | LMP2   | 8  | Spirit of Race               | Alexander West Côme Ledogar Pipo Derani                      | Ligier JS P2                    | M     | 115   | 4 h 03 min 43 s 947 |
| 1    | LMP2   | 8  | Spirit of Race               | Alexander West Côme Ledogar Pipo Derani                      | Nissan VK45DE 4.5 L V8 Atmo     | M     | 115   | 4 h 03 min 43 s 947 |
| 2    | LMP2   | 22 | United Autosports            | Philip Hanson Paul Di Resta                                  | Ligier JS P2                    | M     | 115   | + 1 min 47 s 019    |
| 2    | LMP2   | 22 | United Autosports            | Philip Hanson Paul Di Resta                                  | Nissan VK45DE 4.5 L V8 Atmo     | M     | 115   | + 1 min 47 s 019    |
| 3    | LMP2   | 23 | United Autosports            | Guy Cosmo Patrick Byrne Salih Yoluç                          | Ligier JS P2                    | M     | 114   | + 1 tour            |
| 3    | LMP2   | 23 | United Autosports            | Guy Cosmo Patrick Byrne Salih Yoluç                          | Nissan VK45DE 4.5 L V8 Atmo     | M     | 114   | + 1 tour            |
| 4    | LMP2   | 4  | ARC Bratislava               | Miroslav Konôpka Kang Ling Darren Burke                      | Ligier JS P2                    | M     | 114   | + 1 tour            |
| 4    | LMP2   | 4  | ARC Bratislava               | Miroslav Konôpka Kang Ling Darren Burke                      | Nissan VK45DE 4.5 L V8 Atmo     | M     | 114   | + 1 tour            |
| 5    | LMP2   | 25 | Algarve Pro Racing           | Mark Patterson Anders Fjordbach Chris McMurry                | Ligier JS P2                    | M     | 114   | + 1 tour            |
| 5    | LMP2   | 25 | Algarve Pro Racing           | Mark Patterson Anders Fjordbach Chris McMurry                | Judd HK 3.6 L V8 Atmo           | M     | 114   | + 1 tour            |
| 6    | LMP2   | 35 | Panis-Barthez Compétition    | Matthieu Lahaye Jean-Baptiste Lahaye François Heriau         | Ligier JS P2                    | M     | 113   | + 2 tours           |
| 6    | LMP2   | 35 | Panis-Barthez Compétition    | Matthieu Lahaye Jean-Baptiste Lahaye François Heriau         | Judd HK 3.6 L V8 Atmo           | M     | 113   | + 2 tours           |
| 7    | LMP3   | 13 | Inter Europol Competition    | Jakub Śmiechowski Martin Hippe                               | Ligier JS P3                    | M     | 112   | + 3 tours           |
| 7    | LMP3   | 13 | Inter Europol Competition    | Jakub Śmiechowski Martin Hippe                               | Nissan VK50VE 5.0 L V8 Atmo     | M     | 112   | + 3 tours           |
| 8    | LMP3   | 2  | United Autosports            | Chris Buncombe Garett Grist Wayne Boyd                       | Ligier JS P3                    | M     | 112   | + 3 tours           |
| 8    | LMP3   | 2  | United Autosports            | Chris Buncombe Garett Grist Wayne Boyd                       | Nissan VK50VE 5.0 L V8 Atmo     | M     | 112   | + 3 tours           |
| 9    | LMP3   | 36 | Eurasia Motorsport           | Nobuya Yamanaka Aidan Read                                   | Ligier JS P3                    | M     | 111   | + 4 tours           |
| 9    | LMP3   | 36 | Eurasia Motorsport           | Nobuya Yamanaka Aidan Read                                   | Nissan VK50VE 5.0 L V8 Atmo     | M     | 111   | + 4 tours           |
| 10   | LMP3   | 79 | Ecurie Ecosse/Nielsen Racing | Tony Wells Colin Noble                                       | Ligier JS P3                    | M     | 111   | + 4 tours           |
| 10   | LMP3   | 79 | Ecurie Ecosse/Nielsen Racing | Tony Wells Colin Noble                                       | Nissan VK50VE 5.0 L V8 Atmo     | M     | 111   | + 4 tours           |
| 11   | LMP3   | 7  | Ecurie Ecosse/Nielsen Racing | Christian Stubbe Olsen Nick Adcock                           | Ligier JS P3                    | M     | 111   | + 4 tours           |
| 11   | LMP3   | 7  | Ecurie Ecosse/Nielsen Racing | Christian Stubbe Olsen Nick Adcock                           | Nissan VK50VE 5.0 L V8 Atmo     | M     | 111   | + 4 tours           |
| 12   | LMP3   | 3  | United Autosports            | James McGuire Matthew Bell Kay Van Berlo                     | Ligier JS P3                    | M     | 110   | + 5 tours           |
| 12   | LMP3   | 3  | United Autosports            | James McGuire Matthew Bell Kay Van Berlo                     | Nissan VK50VE 5.0 L V8 Atmo     | M     | 110   | + 5 tours           |
| 13   | GT     | 11 | Car Guy Racing               | Takeshi Kimura Kei Cozzolino James Calado                    | Ferrari 488 GT3                 | M     | 110   | + 5 tours           |
| 13   | GT     | 11 | Car Guy Racing               | Takeshi Kimura Kei Cozzolino James Calado                    | Ferrari F154CB 3.9 L V8 Turbo   | M     | 110   | + 5 tours           |
| 14   | GT     | 51 | Spirit of Race               | Alessandro Pier Guidi Oswaldo Negri Jr. Francesco Piovanetti | Ferrari 488 GT3                 | M     | 109   | + 6 tours           |
| 14   | GT     | 51 | Spirit of Race               | Alessandro Pier Guidi Oswaldo Negri Jr. Francesco Piovanetti | Ferrari F154CB 3.9 L V8 Turbo   | M     | 109   | + 6 tours           |
| 15   | GT     | 5  | Red River Sport by TF Sport  | Johnny Mowlem Bonamy Grimes                                  | Aston Martin V12 Vantage GT3    | M     | 108   | + 7 tours           |
| 15   | GT     | 5  | Red River Sport by TF Sport  | Johnny Mowlem Bonamy Grimes                                  | Aston Martin 6.0L V12 Atmo      | M     | 108   | + 7 tours           |
| 16   | LMP3   | 50 | R24                          | Marie Iwaoka Sarah Bovy Stéphane Kox                         | Ligier JS P3                    | M     | 107   | + 8 tours           |
| 16   | LMP3   | 50 | R24                          | Marie Iwaoka Sarah Bovy Stéphane Kox                         | Nissan VK50VE 5.0 L V8 Atmo     | M     | 107   | + 8 tours           |
| 17   | LMP3   | 65 | Viper Niza Racing (en)       | Douglas Khoo (en) Nigel Moore                                | Ligier JS P3                    | M     | 106   | + 9 tours           |
| 17   | LMP3   | 65 | Viper Niza Racing (en)       | Douglas Khoo (en) Nigel Moore                                | Nissan VK50VE 5.0 L V8 Atmo     | M     | 106   | + 9 tours           |
| 18   | GT     | 66 | Tianshi Racing Team          | Xu Wei Massimiliano Wiser                                    | Mercedes-AMG GT3                | M     | 106   | + 9 tours           |
| 18   | GT     | 66 | Tianshi Racing Team          | Xu Wei Massimiliano Wiser                                    | Mercedes-AMG M159 6.2 L V8 Atmo | M     | 106   | + 9 tours           |
| 19   | GT Cup | 16 | Modena Motorsports           | Benny Simonsen (de) Philippe Descombes (en)                  | Porsche 911 GT3 Cup             | M     | 102   | + 13 tours          |
| 19   | GT Cup | 16 | Modena Motorsports           | Benny Simonsen (de) Philippe Descombes (en)                  | Porsche 4.0 L Flat-6 Atmo       | M     | 102   | + 13 tours          |
| 20   | GT Cup | 59 | EKS Motorsports              | Lu Wen Long Bao Jinlong                                      | Porsche 911 GT3 Cup             | M     | 101   | + 14 tours          |
| 20   | GT Cup | 59 | EKS Motorsports              | Lu Wen Long Bao Jinlong                                      | Porsche 4.0 L Flat-6 Atmo       | M     | 101   | + 14 tours          |
| 21   | LMP3   | 38 | Jackie Chan DC Racing X Jota | Neric Wei (en) Hugo de Sadeleer                              | Ligier JS P3                    | M     | 98    | + 17 tours          |
| 21   | LMP3   | 38 | Jackie Chan DC Racing X Jota | Neric Wei (en) Hugo de Sadeleer                              | Nissan VK50VE 5.0 L V8 Atmo     | M     | 98    | + 17 tours          |
| 22   | GT Cup | 21 | OpenRoad Racing              | Francis Tjia Michael S.                                      | Porsche 911 GT3 Cup             | M     | 98    | + 17 tours          |
| 22   | GT Cup | 21 | OpenRoad Racing              | Francis Tjia Michael S.                                      | Porsche 4.0 L Flat-6 Atmo       | M     | 98    | + 17 tours          |
| Abd. | GT     | 88 | Tianshi Racing Team          | Zhang Ya Qi Chen Weian Dries Vanthoor                        | Audi R8 LMS                     | M     | 78    |                     |
| Abd. | GT     | 88 | Tianshi Racing Team          | Zhang Ya Qi Chen Weian Dries Vanthoor                        | Audi 5.2 L V10 Atmo             | M     | 78    |                     |
| Abd. | GT Cup | 12 | Earl Bamber Motorspor        | Jeffrey Chiang Graeme Dowsett Will Bamber                    | Porsche 911 GT3 Cup             | M     | 61    |                     |
| Abd. | GT Cup | 12 | Earl Bamber Motorspor        | Jeffrey Chiang Graeme Dowsett Will Bamber                    | Porsche 4.0 L Flat-6 Atmo       | M     | 61    |                     |
| Abd. | LMP2   | 1  | Jackie Chan DC Racing X Jota | Jazeman Jaafar Nabil Jeffri Weiron Tan                       | Oreca 05                        | M     | 36    |                     |
| Abd. | LMP2   | 1  | Jackie Chan DC Racing X Jota | Jazeman Jaafar Nabil Jeffri Weiron Tan                       | Nissan VK45DE 4.5 L V8 Atmo     | M     | 36    |                     |
| Abd. | LMP2   | 24 | Algarve Pro Racing           | Andrea Pizzitola Harrison Newey Ate De Jong                  | Ligier JS P2                    | M     | 9     |                     |
| Abd. | LMP2   | 24 | Algarve Pro Racing           | Andrea Pizzitola Harrison Newey Ate De Jong                  | Judd HK 3.6 L V8 Atmo           | M     | 9     |                     |
| Ex.  | LMP3   | 37 | Jackie Chan DC Racing        | Yoshiharu Mori Hwang Doyun Neale Muston                      | Ligier JS P3                    | M     |       |                     |
| Ex.  | LMP3   | 37 | Jackie Chan DC Racing        | Yoshiharu Mori Hwang Doyun Neale Muston                      | Nissan VK50VE 5.0 L V8 Atmo     | M     |       |                     |

- Note : la Ligier JS P3 n°37 de l'écurie Jackie Chan DC Racing a été exclue car Yoshiharu Mori n'a pas conduit. Ce pilote était bien inscrit sur la voiture n°37, mais pour cause de non-paiement convenu avec son équipe dans les délais impartis, Jackie Chan DC Racing ne l'a pas fait rouler[4].

## Pole position et record du tour
- Pole position : Pipo Derani sur n°8 Spirit of Race en 1 min 55 s 476
- Meilleur tour en course : Andrea Pizzitola sur n°24 Algarve Pro Racing en 1 min 56 s 629 au 5e tour.

## Tours en tête
Tours en tête
- 24 Ligier JS P2 - Algarve Pro Racing : 8 tours (1-8)
- 1 Oreca 05 - Jackie Chan DC Racing X Jota : 17 tours (9-26)
- 22 Ligier JS P2 - United Autosports : 46 tours (27 / 40-55 / 67-82 / 93-108)
- 65 Ligier JS P3 - Viper Niza Racing (en) : 4 tours (28-32)
- 35 Ligier JS P2 - Panis-Barthez Compétition : 5 tours (33-38)
- 4 Ligier JS P2 - ARC Bratislava : 1 tour (39)
- 8 Ligier JS P2 - Spirit of Race : 25 tours (56-66 / 83-92 / 109-115)

## À noter
- Longueur du circuit : 5,451 km
- Distance parcourue par les vainqueurs : 626,865 km